# Världsmästerskapen i orientering 2012
Världsmästerskapen i orientering 2012 hölls den 14–22 juli 2012 i Lausanne i Schweiz .

## Medaljörer

### Herrar

#### Långdistans[2]
1. Olav Lundanes  Norge 1:34.42
2. Matthias Merz  Schweiz 1:37.34
3. Edgars Bertuks  Lettland 1:39.13

#### Medeldistans[3]
1. Edgars Bertuks  Lettland 36.45
2. Valentin Novikov  Ryssland 36.50
3. Fabian Hertner  Schweiz 37.10

#### Sprint[4]
1. Matthias Kyburz  Schweiz 15.32,0
2. Matthias Merz  Schweiz 15.49,5
3. Matthias Müller  Schweiz 15.59,0

#### Stafett[5]
1. Tjeckien (Tomáš Dlabaja, Jan Šedivý, Jan Procházka) 1:40.00
2. Norge (Magne Dæhli, Carl Waaler Kaas, Olav Lundanes) 1:40.06
3. Sverige (Jonas Leandersson, Peter Öberg, Anders Holmberg) 1:40.11

### Damer

#### Långdistans[2]
1. Simone Niggli-Luder  Schweiz 1:15.07
2. Minna Kauppi  Finland 1:16.38
3. Annika Billstam  Sverige 1:17.13

#### Medeldistans[3]
1. Minna Kauppi  Finland 37.37
2. Tove Alexandersson  Sverige 38.09
3. Tatjana Rjabkina  Ryssland 39.03

#### Sprint[4]
1. Simone Niggli-Luder  Schweiz 15.43,7
2. Maja Alm  Danmark 16.20,2
3. Annika Billstam  Sverige 16.28,0

#### Stafett[5]
1. Schweiz (Ines Brodmann, Judith Wyder, Simone Niggli-Luder) 1:44.54
2. Sverige (Annika Billstam, Helena Jansson, Tove Alexandersson) 1:47.18
3. Norge (Silje Ekroll Jahren, Mari Fasting, Anne Margrethe Hausken Nordberg) 1:48.11

## Bilder

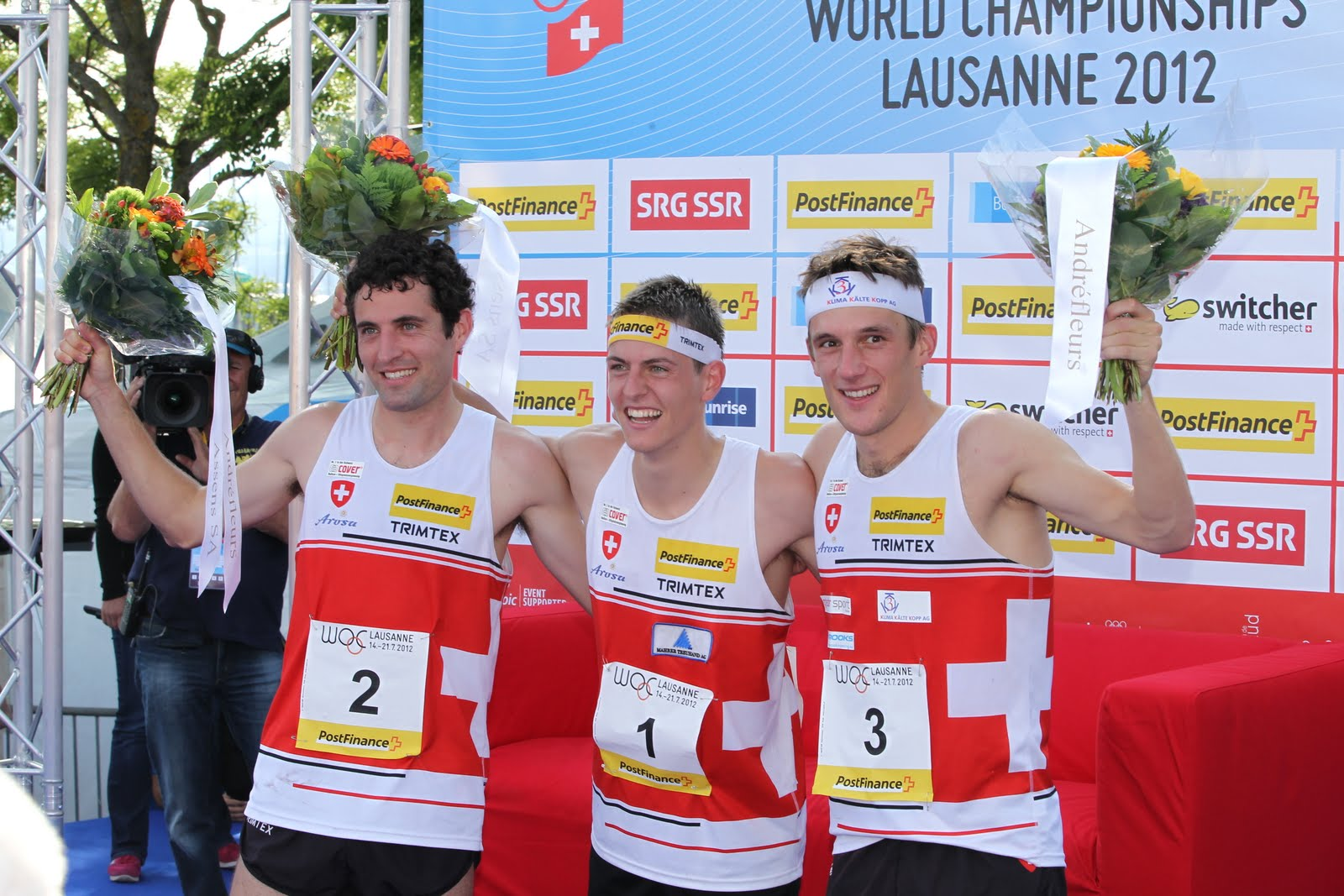
Medaljörerna i herrarnas sprint
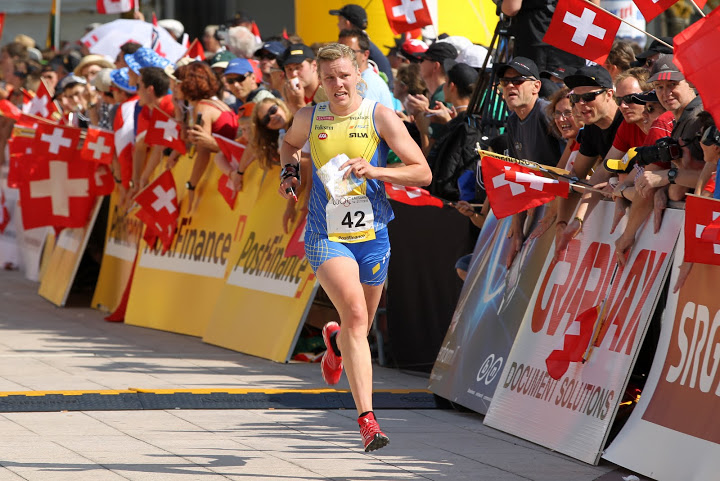
Svenskan Helena Jansson under sprinten
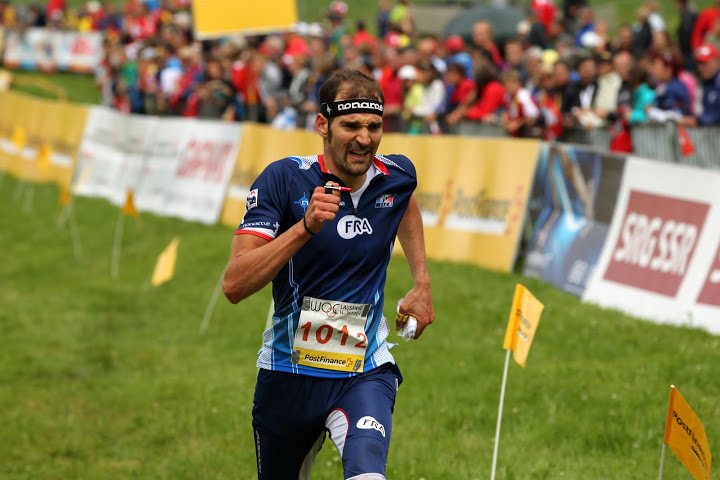
Fransmannen Thierry Gueorgiou, världens bästa, manliga, orienterare, vann inga medaljer
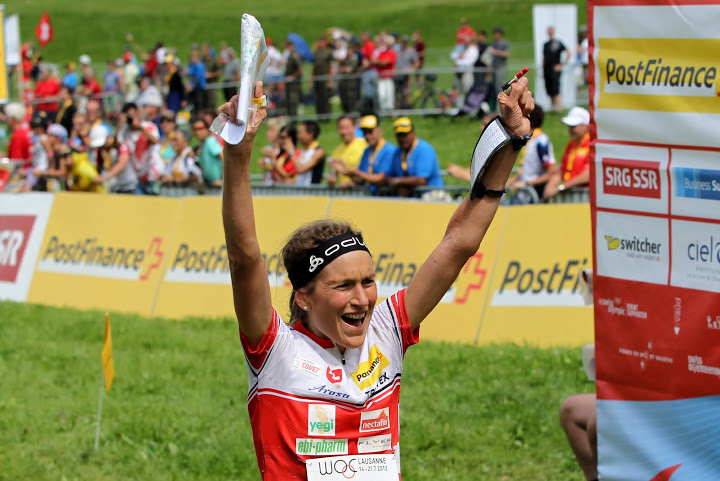
Schweiziskan Simone Niggli vann tre guld under mästerksapet